# Sigmodon arizonae
Sigmodon arizonae és una espècie de mamífer rosegador de la família dels cricètids. Viu al nord-oest de Mèxic i el sud-oest dels Estats Units. El seu hàbitat natural són els herbassars. És una espècie en risc mínim, és a dir, no sembla que hi hagi cap amenaça significativa per a la seva supervivència. El seu nom específic, arizonae, significa ‘d'Arizona’ en llatí.